# Abraham bar Hiyya
Abraham bar Ḥiyya ha-Nasi (n. 1070 la Barcelona, Spania - d. 1136 sau 1145 la Narbonne, Franța) a fost un matematician, astronom și filozof evreu catalan, cunoscut și sub numele de Savasorda (în arabă: صاحب الشرطة Ṣāḥib al-Shurṭa "Șeful pazei") or Abraham Judaeus. A trăit și activat în Catalonia și Provence.
A scris în ebraică o serie de lucrări de matematică, astronomie și calendaristică.
Cea mai celebră lucrare a sa este Ḥibbūr ha-meshīḥah we-ha-tishboret (Tratat asupra măsurii și calculului) care conține noțiuni de aritmetică și geometrie practică, noțiuni fundamentale de asemănare, de arii (formula lui Heron), aria elipsei, descompunerea poligoanelor în triunghiuri, volume, definiții aritmetice, a dat valori aproximative pentru pi. Această lucrare a fost tradusă în latină de către Platon din Tivoli sub titlul Liber embadorum ("Cartea despre măsurători", 1146) și a folosit ca model lui Fibonacci pentru lucrarea sa Practica geometria.
Abraham bar Hiyya Hanasi a mai scris: Bazele rațiunii, inteligenței și Turnul credinței.
A contribuit la difuzarea în Europa occidentală a unor opere de-ale lui Ptolemeu, Teodosiu din Bithynia și Al-Battani.